# Reiniging (religie)
Reiniging is een religieus ritueel om een gelovige te bevrijden van onreinheid. Hierbij kan het zowel gaan om uiterlijke reiniging zoals reiniging van het huis of van het lichaam, als om spirituele, innerlijke reiniging zoals reiniging van de ziel. Al bij de oude Romeinen was februari de maand van de grote reiniging en boetedoening.

## Uiterlijke reiniging
Binnen de drie grote Abrahamitische religies wordt aandacht besteed aan de reiniging van het lichaam voorafgaand aan het gebed. Aangenomen wordt dat het maken van een kruisteken met wijwater bij binnenkomst van een katholieke kerk afstamt van de joodse manier van ritueel reinigen: het is een symbool van uiterlijke reiniging. Deze is te vinden in de Bijbel, zoals binnen Leviticus' regels voor reiniging en hygiëne. Volgens de joodse Sjemot 40:31-32 wasten Mozes, Aäron en zijn zonen hun handen en hun voeten als zij de tent der samenkomst betraden en als zij tot het altaar naderden, zoals God aan Mozes had geboden. Bovendien zal de priester in de katholieke eucharistieviering steeds het Lavabo inter innocentes-gebed (ik zal me wassen tussen de onschuldigen) bidden, terwijl hij zich met water de vingers reinigt. De islam kent de woedoe, de rituele wassing voorafgaand aan het bidden.
Daarnaast gelden binnen enkele religies specifieke regels met betrekking tot fysieke reiniging. Hierbij kan het zowel het reinigen van het lichaam betreffen, zoals de ghoesl in de islam, als het reinigen of schoon houden van het huis of de ruimte van gebed. Joden reinigen op de dag voor Pesach het hele huis van alle resten gerezen brood en gist (chometz).
De Samaritanen trekken hun schoenen uit bij het betreden van hun synagoge. Ook binnen de islam worden de schoenen uitgetrokken bij het betreden van een gebedsplaats, zoals de moskee, en doorgaans ook bij het betreden van de woning. Ook met de schoenen aan kan het gebed overigens verricht worden.
Ook in andere religies vindt dergelijke fysieke reiniging plaats. Binnen de hatha yoga, die afkomstig is van een hindoeïstische filosofie, wordt door de neti de neus van binnen gereinigd.

## Innerlijke reiniging
Innerlijke reiniging kan zich op vele fronten van het innerlijk richten, maar gaat met name over reiniging van de ziel. Dit kan bijvoorbeeld door een "pure" geest te krijgen, of doordat iemand zonden worden vergeven.
Tijdens het joodse Jom Kipoer, de Grote Verzoendag, staan twee zaken centraal: de kappara, de kwijtschelding van de zonde en de tahara, de reiniging zoals genoemd in Wajjikra 16:30. In de gebeden tijdens dit feest wordt deze aspecten telkens herhaald: Scheldt ons kwijt... overgiet ons met reinigingswater....
Binnen het boeddhisme wordt veelal gestreefd naar reiniging van de ziel. Ook binnen de Abrahamitische religies is het thema reiniging te zien. Zo kent de islam de zakat, de reiniging in de vorm van verplichte aalmoezen aan de armen. In het Rooms-katholicisme kan ook de biecht worden gezien als een vorm van innerlijke reiniging: de zonden worden vergeven door absolutie; daarnaast wordt elke eucharistieviering aangevangen met het Kyrie eleison waarin de gelovige vraagt Heer, ontferm U over mij. Het jodendom kent het zoenoffer, waarbij wordt gestreefd naar vaak lichamelijke, maar ook geestelijke reiniging en verzoening van zonden die aan de medemensen of aan God waren begaan.

## Bijbel

### Oude Testament
Met name in het boek Leviticus wordt aandacht besteed aan de uiterlijke reiniging. Wie in aanraking kwam met iets onreins, zoals een kadaver, moest een reinigingsoffer brengen. Er waren reine dieren die wel en onreine dieren die niet gegeten mochten worden. Wie aangetast werd door huidvraat (melaatsheid) werd onrein verklaard. De zaadlozing maakte een man onrein tot de avond en de menstruatie maakte een vrouw onrein voor een periode van 7 dagen.
De innerlijke reiniging in de vorm van de reiniging van zonden speelt op sommige plaatsen in het Oude Testament ook een grote rol. Zo bidt Koning David na zijn overspel met Bathseba in Psalm 51 of God hem wil reinigen van zijn zonde. In hoofdstuk 1 van het boek Jesaja wordt de reiniging van zonde zelfs gecontrasteerd tegen de uiterlijke uitingen van godsdienstigheid: zolang de zonden worden vastgehouden zijn offers en dergelijke niet welkom bij God. Ook de afgodendienst maakt onrein. In Ezechiël 36 belooft God terugkeer van de ballingschap, reiniging en een nieuw hart.

### Nieuwe Testament
In het Nieuwe Testament ligt de nadruk duidelijk op de innerlijke reiniging van zonden. Een centrale tekst is 1 Johannes 1 vers 7:
(...) het bloed van Jezus Christus, Zijn Zoon, reinigt ons van alle zonde.
Hiermee is er een parallel tussen de verzoenings- en reinigingsoffers die gebracht werden volgens Leviticus en het offer van Jezus als Christus aan het kruis. Deze parallel wordt uitgewerkt in Hebreeën 9.
Dat de reiniging van zonden belangrijker wordt geacht dan de uiterlijke reiniging, blijkt tijdens een van Jezus' confrontaties met de Farizeeën. Zij nemen het kwalijk dat Jezus' discipelen met ongewassen handen eten. Jezus zegt dan:
Zien jullie dan niet in dat alles wat de mond ingaat in de maag terechtkomt en in de beerput weer verdwijnt? Wat daarentegen de mond uitgaat komt uit het hart, en die dingen maken een mens onrein. Want uit het hart komen boze gedachten, moord, overspel, ontucht, diefstal, valse getuigenissen en laster. Dat maakt een mens onrein, niet eten met ongewassen handen.
Opmerkelijk is ten slotte het visioen, waardoor Petrus overtuigd wordt dat het evangelie ook aan de heidenen gepredikt mag worden. In dit visioen wordt voor hem een groot linnen kleed uit de hemel neergelaten, met daarin allerlei onreine dieren. Petrus krijgt de opdracht deze dieren te slachten en te eten, maar hij weigert dat. Daarop zegt een stem uit de hemel: Wat God rein heeft verklaard, zul jij niet als verwerpelijk beschouwen.

## Overig
Een goed voorbeeld van de verschillende niveaus van reiniging kan worden gezien bij de (overigens niet religieuze) techniek van de rebirthing: daarin wordt gestreefd naar reiniging op een fysiek niveau (reiniging van het lichaam van giftige stoffen), een emotioneel niveau (bevrijding van ingehouden of onderdrukte emoties) en een mentaal niveau (correctie van negatieve of levenslust remmende overtuigingen en gedachten).